# Buenaventura (Toledo)
Buenaventura ist ein Ort und eine Gemeinde (Municipio) im Nordosten der Provinz Toledo in Spanien mit 377 Einwohnern (Stand: 2024). 

## Lage
Buenaventura liegt etwa 78 Kilometer westnordwestlich von Toledo in einer Höhe von ca. 435 m. Der Río Tiétar begrenzt die Gemeinde im Nordwesten. 
In Buenaventura herrscht ein kontinentales Klima mit extremen Temperaturen und starken Amplituden. Die Niederschläge (551 mm/Jahr) sind sehr unregelmäßig und selten, meist im Herbst und Frühling konzentriert.

## Bevölkerungsentwicklung
| Jahr      | 1970 | 1981 | 1991 | 2001 | 2011 | 2021 |
| Einwohner | 608  | 531  | 571  | 534  | 482  | 419  |

## Sehenswertes

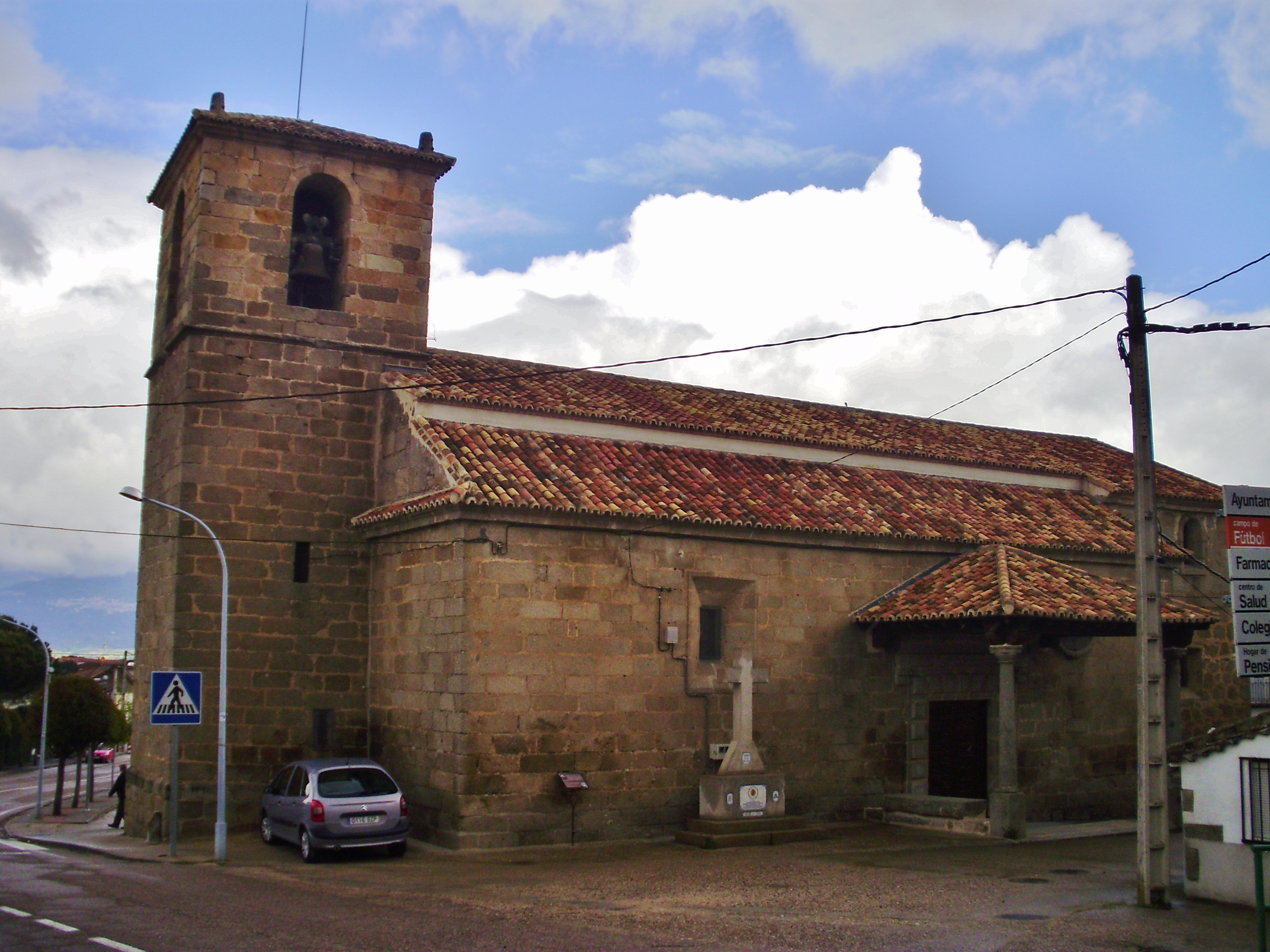
Kreuzkirche
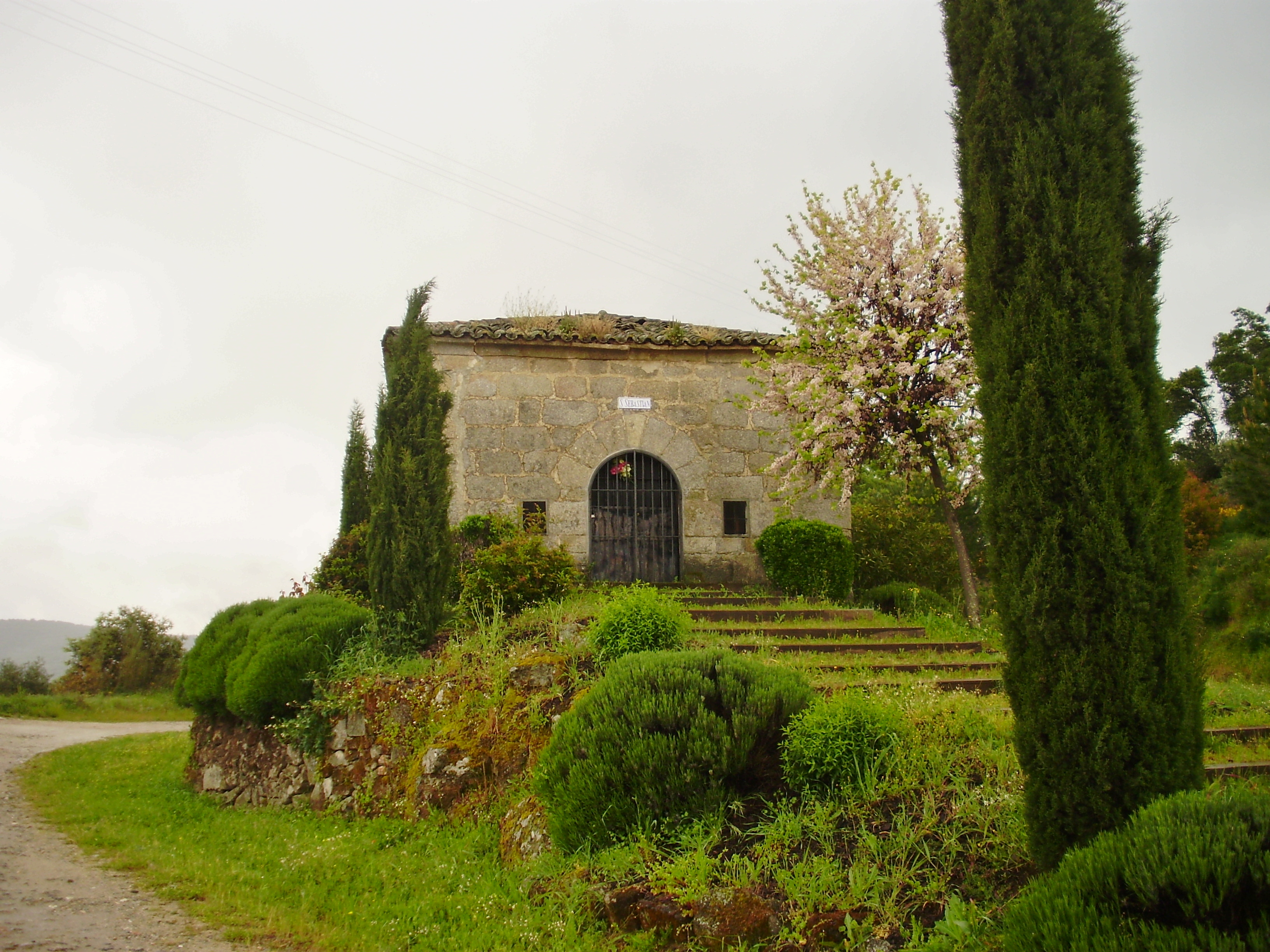
Sebastianuskapelle

- Kreuzkirche
- Sebastianuskapelle